# Wyrostek biodrowy
Wyrostek biodrowy (łac. meracanthus) – wyrostek obecny na biodrach współczesnych koliszków.
Wyrostek ten rozwinięty jest na biodrach ostatniej pary odnóży i występuje u większości współczesnych gatunków tych pluskwiaków. Funkcjonuje prawdopodobnie jako dodatkowa podpora przy dla uda przy oddawaniu skoków.